# Divisione Nazionale B 2012-2013
La Divisione Nazionale B 2012-2013 è la seconda stagione del quarto livello del Campionato italiano di pallacanestro, dopo il cambio di denominazione dei campionati dilettantistici avvenuta nell'estate 2011.
Il campionato era in precedenza noto come Serie B Dilettanti, ed ancora prima come Serie B2.

## Regolamento

### Stagione regolare
Sono previsti 3 gironi composti da 16 squadre ciascuno. Secondo quanto stabilito dalla Federazione Italiana Pallacanestro, le squadre di ciascun girone si affrontano in gare di andata e ritorno.
Dopo la prima fase, sono previsti play-off e play-out.
- Le squadre classificate dal 1º all'8º posto di ogni girone accederanno ai Play Off;
- Le squadre classificate al penultimo e all'ultimo posto, nel caso in cui tra di loro vi sia una differenza punti non superiore a 4, accederanno ai Play Out; la squadra perdente retrocede in Divisione Nazionale C.
- Le rimanenti squadre non disputeranno ulteriori incontri;

## Squadre

### Girone A
- Pallacanestro Costa Volpino
- Centro Sedia Corno di Rosazzo
- Sangiorgese Basket
- Robur et Fides Varese
- Bettinzoli Monticelli Brusati
- Pallacanestro VIS Spilimbergo

- Pallacanestro Piacentina
- Pallacanestro Marostica
- Derthona Basket Tortona
- G.S. Riva del Garda
- Urania Basket Milano
- PSG Villafranca

- CUS Torino Basket
- Legnano Basket
- Basket Bassano
- Basket Lecco

### Girone B
- Don Bosco Livorno
- Pallacanestro Fiorentina Affrico
- S.C. 1949 Montecatini Terme
- Virtus Civitanova
- ABC Castelfiorentino
- Benedetto XIV 2011 Cento

- Virtus Siena
- Poderosa Montegranaro
- Pallacanestro Senigallia
- Basket Ravenna Piero Manetti
- Basket Cecina
- Basket Rimini Crabs

- Supernova Basket Montegranaro
- U.S. Empolese
- Costone Siena
- Stamura Ancona

### Girone C
- Polisportiva Basket Agropoli
- Pallacanestro Pescara
- Basket Francavilla
- Assi Basket Ostuni
- Pallacanestro Trapani
- Basket Scauri

- Roseto Sharks
- Serapo 85 Gaeta
- Nuova Pall. Monteroni
- Basket Nord Barese Corato
- Virtus Basket Fondi
- Lions Bisceglie

- NPC Rieti
- Stella Azzurra Roma
- Cestistica Bernalda
- Due Esse Martina Franca

## Stagione Regolare

### Girone A
|  |     | Classifica stagione regolare | PT | G  | V  | P  | PF   | PS   |
|  | --- | ---------------------------- | -- | -- | -- | -- | ---- | ---- |
|  | 1.  | Bettinzoli M. Brusati        | 46 | 30 | 23 | 7  | 2331 | 2147 |
|  | 2.  | Royal Legnano                | 44 | 30 | 22 | 8  | 2313 | 2157 |
|  | 3.  | ABC Varese                   | 36 | 30 | 18 | 12 | 2279 | 2195 |
|  | 4.  | Zepa Marostica               | 34 | 30 | 17 | 13 | 1988 | 1983 |
|  | 5.  | Derthona Basket Tortona      | 34 | 30 | 17 | 13 | 2116 | 1990 |
|  | 6.  | Kopa Engineering Torino      | 32 | 30 | 17 | 13 | 2125 | 2140 |
|  | 7.  | LTC Sangiorgese Bk           | 34 | 30 | 17 | 13 | 2267 | 2261 |
|  | 8.  | ViviGas Costa Volpino        | 30 | 30 | 15 | 15 | 2324 | 2256 |
|  | 9.  | Basket Lecco                 | 28 | 30 | 14 | 16 | 2238 | 2210 |
|  | 10. | Urania Milano                | 26 | 30 | 13 | 17 | 2070 | 2132 |
|  | 11. | Bakery Piacenza              | 26 | 30 | 13 | 17 | 2144 | 2079 |
|  | 12. | GIT Tosoni Villafranca       | 26 | 30 | 13 | 17 | 2088 | 2145 |
|  | 13. | Sedia BK C. di Rosazzo       | 26 | 30 | 13 | 17 | 2232 | 2306 |
|  | 14. | Fiorese Bassano              | 26 | 30 | 13 | 17 | 2085 | 2098 |
|  | 15. | Graphistudio Spilimbergo     | 14 | 30 | 7  | 23 | 2116 | 2398 |
|  | 16. | Cartiere del Garda Riva      | 10 | 30 | 8  | 22 | 2109 | 2328 |

1. ↑  Riva del Garda 6 punti di penalizzazione, per mancato rispetto delle scadenze dei termini di pagamento.

### Girone B
|  |     | Classifica stagione regolare         | PT | G  | V  | P  | PF   | PS   |
|  | --- | ------------------------------------ | -- | -- | -- | -- | ---- | ---- |
|  | 1.  | ACMAR Ravenna                        | 52 | 30 | 26 | 4  | 2247 | 1980 |
|  | 2.  | Computer Gross Empoli                | 40 | 30 | 20 | 10 | 2243 | 2053 |
|  | 3.  | Affrico Firenze                      | 36 | 30 | 18 | 12 | 2174 | 2002 |
|  | 4.  | Tramec Riduttori Cento               | 36 | 30 | 18 | 12 | 2246 | 2197 |
|  | 5.  | Bigioni Shoes Poderosa Montegranaro  | 36 | 30 | 18 | 12 | 2222 | 2225 |
|  | 6.  | ASD Montecatini Terme                | 34 | 30 | 17 | 13 | 2263 | 2141 |
|  | 7.  | Consum.it Virtus Siena               | 34 | 30 | 17 | 13 | 2296 | 2162 |
|  | 8.  | La Falegnami Castelfiorentino        | 32 | 30 | 16 | 14 | 2301 | 2242 |
|  | 9.  | Elettromeccanica Cecina              | 32 | 30 | 16 | 14 | 2145 | 2094 |
|  | 10. | Goldengas Senigallia                 | 28 | 30 | 14 | 16 | 2168 | 2236 |
|  | 11. | Don Bosco Livorno                    | 26 | 30 | 13 | 17 | 2139 | 2253 |
|  | 12. | Globo Ancona                         | 22 | 30 | 11 | 19 | 2095 | 2198 |
|  | 13. | Basket Rimini Crabs                  | 22 | 30 | 11 | 19 | 2016 | 2097 |
|  | 13. | Off. Creative Supernova Montegranaro | 22 | 30 | 11 | 19 | 2101 | 2188 |
|  | 15. | Naturino Civitanova                  | 18 | 30 | 9  | 21 | 2032 | 2270 |
|  | 16. | Consum.it Costone Siena              | 10 | 30 | 5  | 25 | 1781 | 2131 |

### Girone C
|  |     | Classifica stagione regolare      | PT | G  | V  | P  | PF   | PS   |
|  | --- | --------------------------------- | -- | -- | -- | -- | ---- | ---- |
|  | 1.  | Madogas Natural Energy BNB Corato | 50 | 30 | 25 | 5  | 2260 | 1949 |
|  | 2.  | Mec Energy Roseto Sharks          | 46 | 30 | 23 | 7  | 2317 | 1956 |
|  | 3.  | Lighthouse Trapani                | 46 | 30 | 23 | 7  | 2269 | 2040 |
|  | 4.  | Autosoft Scauri                   | 42 | 30 | 21 | 9  | 2419 | 2242 |
|  | 5.  | Pall. Pescara                     | 40 | 30 | 20 | 10 | 2267 | 2073 |
|  | 6.  | Fondazione ANT Francavilla        | 36 | 30 | 18 | 12 | 2350 | 2255 |
|  | 7.  | Ambrosia Technologies Bisceglie   | 36 | 30 | 18 | 12 | 2222 | 2054 |
|  | 8.  | Assi Basket Ostuni                | 32 | 30 | 16 | 14 | 2194 | 2171 |
|  | 9.  | Due Esse Martina Franca           | 32 | 30 | 16 | 14 | 2120 | 2076 |
|  | 10. | BCC Agropoli                      | 28 | 30 | 14 | 16 | 2171 | 2217 |
|  | 11. | Linkem Rieti                      | 26 | 30 | 13 | 17 | 2273 | 2215 |
|  | 12. | Quarta Caffè Monteroni            | 18 | 30 | 9  | 21 | 2024 | 2235 |
|  | 13. | Iris Costruzioni Gaeta            | 18 | 30 | 9  | 21 | 2029 | 2287 |
|  | 14. | Stella Azzurra Roma               | 14 | 30 | 7  | 23 | 2078 | 2371 |
|  | 15. | BBC Group Bernalda                | 6  | 30 | 6  | 24 | 2089 | 2291 |
|  | 16. | Oasi di Kufra Fondi               | 4  | 30 | 2  | 28 | 1845 | 2495 |

1. ↑  Cestistica Bernalda penalizzata di sei punti per ritardo nel pagamento dei lodi presentati nel 2010. Cfr.:  In attesa delle riforme, su legapallacanestro.it, La Gazzetta del Mezzogiorno, 10 settembre 2012. URL consultato il 25 dicembre 2012.

## Risultati

### Calendario girone A
| Prima giornata  |                                    |                 |
| 29-30 set. 2012 |                                    | 12-13 gen. 2013 |
| 79-78           | Bassano - Lecco                    | 74-82           |
| 72-85           | Torino - Varese                    | 65-73           |
| 62-75           | Piacenza - Riva del Garda          | 84-54           |
| 62-60           | Sangiorgese - Spilimbergo          | 70-58           |
| 56-57           | Milano - Tortona                   | 48-57           |
| 66-72           | Costa Volpino - Monticelli Brusati | 91-75           |
| 56-85           | Villafranca - Castellanza          | 65-80           |
| 83-80           | Marostica - Corno Rosazzo          | 55-65           |

| Seconda giornata |                                  |                 |
| 6-7 ott. 2012    |                                  | 19-20 gen. 2013 |
| 75-71            | Spilimbergo - Piacenza           | 60-88           |
| 92-86            | Corno Rosazzo - Costa Volpino    | 73-84           |
| 71-68            | Varese - Bassano                 | 62-64           |
| 61-73            | Lecco - Marostica                | 55-60           |
| 77-71            | Monticelli Brusati - Villafranca | 79-72           |
| 82-94            | Castellanza - Sangiorgese        | 79-72           |
| 68-69            | Tortona - Torino                 | 78-57           |
| 81-82            | Riva del Garda - Milano          | 71-64           |

| Terza giornata  |                                |                 |
| 13-14 ott. 2012 |                                | 26-27 gen. 2013 |
| 73-80           | Bassano - Monticelli Brusati   | 67-71           |
| 83-79           | Torino - Corno Rosazzo         | 81-71           |
| 60-70           | Piacenza - Tortona             | 65-55           |
| 61-69           | Varese - Lecco                 | 68-85           |
| 68-74           | Sangiorgese - Villafranca      | 70-76           |
| 82-62           | Milano - Spilimbergo           | 79-65           |
| 69-57           | Costa Volpino - Riva del Garda | 98-62           |
| 74-55           | Marostica - Castellanza        | 65-71           |

| Quarta giornata |                                |               |
| 20-21 ott. 2012 |                                | 2-3 feb. 2013 |
| 64-71           | Spilimbergo - Lecco            | 107-105       |
| 76-71           | Corno Rosazzo - Bassano        | 69-63         |
| 93-80           | Sangiorgese - Milano           | 70-77         |
| 65-71           | Monticelli Brusati - Marostica | 64-56         |
| 79-70           | Castellanza - Costa Volpino    | 65-99         |
| 72-59           | Villafranca - Piacenza         | 55-77         |
| 89-96           | Tortona - Varese               | 88-70         |
| 78-61           | Riva del Garda - Torino        | 60-73         |

| Quinta giornata |                             |                |
| 27-28 ott. 2012 |                             | 9-10 feb. 2013 |
| 63-74           | Bassano - Castellanza       | 60-63          |
| 70-74           | Torino - Costa Volpino      | 73-85          |
| 74-79           | Piacenza - Sangiorgese      | 59-74          |
| 82-76           | Varese - Monticelli Brusati | 74-81          |
| 65-66           | Lecco - Corno Rosazzo       | 67-77          |
| 56-73           | Milano - Villafranca        | 74-82          |
| 85-58           | Tortona - Spilimbergo       | 67-60          |
| 83-59           | Marostica - Riva del Garda  | 65-83          |

| Sesta giornata |                                    |                 |
| 3-4 nov. 2012  |                                    | 16-17 feb. 2013 |
| 65-82          | Spilimbergo - Torino               | 71-81           |
| 75-70          | Corno Rosazzo - Monticelli Brusati | 88-95           |
| 65-75          | Sangiorgese - Marostica            | 64-66           |
| 85-74          | Milano - Piacenza                  | 73-77           |
| 73-79          | Costa Volpino - Bassano            | 66-61           |
| 81-54          | Castellanza - Varese               | 78-88           |
| 79-69          | Villafranca - Lecco                | 64-71           |
| 77-73          | Riva del Garda - Tortona           | 49-80           |

| Settima giornata |                                  |                 |
| 10-11 nov. 2012  |                                  | 23-24 feb. 2013 |
| 79-65            | Bassano - Villafranca            | 83-79           |
| 81-78            | Corno Rosazzo - Piacenza         | 60-89           |
| 79-69            | Torino - Milano                  | 46-55           |
| 87-65            | Varese - Riva del Garda          | 87-82           |
| 60-70            | Lecco - Castellanza              | 84-78           |
| 107-63           | Monticelli Brusati - Spilimbergo | 87-58           |
| 72-65            | Tortona - Sangiorgese            | 75-83           |
| 83-73            | Marostica - Costa Volpino        | 80-75           |

| Ottava giornata |                                  |               |
| 17-18 nov. 2012 |                                  | 2-3 mar. 2013 |
| 42-78           | Spilimbergo - Bassano            | 74-78         |
| 77-87           | Piacenza - Torino                | 62-64         |
| 91-90           | Sangiorgese - Monticelli Brusati | 69-80         |
| 61-72           | Milano - Marostica               | 48-59         |
| 87-78           | Costa Volpino - Varese           | 91-93         |
| 68-54           | Castellanza - Corno Rosazzo      | 92-84         |
| 56-62           | Villafranca - Tortona            | 65-62         |
| 73-72           | Riva del Garda - Lecco           | 75-85         |

| Nona giornata   |                                  |                |
| 24-25 nov. 2012 |                                  | 9-10 mar. 2013 |
| 74-72           | Bassano - Piacenza               | 70-79          |
| 60-70           | Corno Rosazzo - Riva del Garda   | 84-79          |
| 64-60           | Torino - Sangiorgese             | 65-76          |
| 75-71           | Varese - Spilimbergo             | 68-84          |
| 69-65           | Lecco - Tortona                  | 74-73          |
| 77-78           | Monticelli Brusati - Castellanza | 75-71          |
| 72-74           | Costa Volpino - Milano           | 75-64          |
| 56-62           | Marostica - Villafranca          | 59-77          |

| Decima giornata |                              |                 |
| 1º-2 dic. 2012  |                              | 23-24 mar. 2013 |
| 72-64           | Piacenza - Lecco             | 74-69           |
| 86-77           | Sangiorgese - Costa Volpino  | 94-90           |
| 73-89           | Milano - Varese              | 72-69           |
| 74-65           | Castellanza - Torino         | 71-74           |
| 66-63           | Villafranca - Corno Rosazzo  | 66-72           |
| 62-60           | Tortona - Monticelli Brusati | 60-62           |
| 86-94           | Riva del Garda - Spilimbergo | 73-76           |
| 98-61           | Marostica - Bassano          | 45-72           |

| Undicesima giornata |                              |              |
| 8-9 dic. 2012       |                              | 28 mar. 2013 |
| 79-83               | Bassano - Tortona            | 55-66        |
| 75-81               | Corno Rosazzo - Sangiorgese  | 82-90        |
| 69-37               | Varese - Marostica           | 79-81        |
| 80-65               | Spilimbergo - Villafranca    | 65-78        |
| 66-69               | Lecco - Torino               | 77-82        |
| 79-65               | Monticelli Brusati - Milano  | 66-64        |
| 80-70               | Costa Volpino - Piacenza     | 67-78        |
| 92-58               | Castellanza - Riva del Garda | 93-67        |

| Dodicesima giornata |                             |               |
| 15-16 dic. 2012     |                             | 6-7 apr. 2013 |
| 81-91               | Spilimbergo - Corno Rosazzo | 63-81         |
| 57-74               | Torino - Monticelli Brusati | 88-91         |
| 73-58               | Piacenza - Varese           | 85-73         |
| 82-79               | Sangiorgese - Lecco         | 60-83         |
| 69-81               | Milano - Castellanza        | 70-75         |
| 69-75               | Villafranca - Costa Volpino | 92-73         |
| 70-62               | Tortona - Marostica         | 58-59         |
| 63-75               | Riva del Garda - Bassano    | 60-65         |

| Tredicesima giornata |                               |                 |
| 22-23 dic. 2012      |                               | 13-14 apr. 2013 |
| 68-62                | Bassano - Sangiorgese         | 73-77           |
| 70-80                | Corno Rosazzo - Varese        | 53-85           |
| 76-71                | Lecco - Milano                | 70-74           |
| 72-64                | Monticelli Brusati - Piacenza | 72-65           |
| 90-80                | Costa Volpino - Spilimbergo   | 76-74           |
| 84-87                | Castellanza - Tortona         | 66-62           |
| 72-79                | Villafranca - Riva del Garda  | 79-71           |
| 53-49                | Marostica - Torino            | 69-78           |

| Quattordicesima giornata |                              |                 |
| 29-30 dic. 2012          |                              | 20-21 apr. 2013 |
| 84-87                    | Spilimbergo - Castellanza    | 86-92           |
| 65-59                    | Torino - Bassano             | 68-78           |
| 64-59                    | Piacenza - Marostica         | 51-53           |
| 65-60                    | Varese - Villafranca         | 77-57           |
| 64-56                    | Tortona - Costa Volpino      | 63-66           |
| 81-90                    | Lecco - Monticelli Brusati   | 95-90           |
| 86-85                    | Milano - Corno Rosazzo       | 64-62           |
| 78-82                    | Riva del Garda - Sangiorgese | 88-90           |

| Quindicesima giornata |                                     |              |
| 5-6 gen. 2013         |                                     | 27 apr. 2013 |
| 57-70                 | Bassano - Milano                    | 58-65        |
| 84-95                 | Corno Rosazzo - Tortona             | 80-70        |
| 68-85                 | Sangiorgese - Varese                | 70-78        |
| 75-71                 | Monticelli Brusati - Riva del Garda | 66-65        |
| 71-83                 | Costa Volpino - Lecco               | 69-73        |
| 71-68                 | Castellanza - Piacenza              | 78-73        |
| 65-77                 | Villafranca - Torino                | 76-82        |
| 75-63                 | Marostica - Spilimbergo             | 68-73        |

### Calendario girone B
| Prima giornata  |                                      |                 |
| 29-30 set. 2012 |                                      | 12-13 gen. 2013 |
| 56-59           | Firenze - Cecina                     | 61-69           |
| 76-83           | Empoli - Livorno                     | 74-79           |
| 64-91           | Sup. Montegranaro - Ravenna          | 55-73           |
| 81-64           | Montecatini - Cento                  | 74-82           |
| 73-63           | Ancona - Rimini                      | 61-64           |
| 76-59           | Pod. Montegranaro - Castelfiorentino | 75-86           |
| 83-76           | Senigallia - Costone Siena           | 65-71           |
| 53-57           | Civitanova - Virtus Siena            | 56-96           |

| Seconda giornata |                               |                 |
| 6-7 ott. 2012    |                               | 19-20 gen. 2013 |
| 61-76            | Virtus Siena - Montecatini    | 70-81           |
| 66-73            | Cento - Firenze               | 59-85           |
| 58-56            | Costone Siena - Ancona        | 40-78           |
| 73-79            | Cecina - Pod. Montegranaro    | 71-69           |
| 56-52            | Castelfiorentino - Civitanova | 85-78           |
| 79-66            | Ravenna - Senigallia          | 71-52           |
| 84-81            | Livorno - Sup. Montegranaro   | 74-80           |
| 62-70            | Rimini - Empoli               | 55-82           |

| Terza giornata  |                                   |                 |
| 13-14 ott. 2012 |                                   | 26-27 gen. 2013 |
| 85-88           | Empoli - Ravenna                  | 61-67           |
| 55-49           | Sup. Montegranaro - Costone Siena | 74-64           |
| 65-59           | Ancona - Virtus Siena             | 63-93           |
| 74-47           | Montecatini - Cecina              | 72-69           |
| 65-82           | Pod. Montegranaro - Firenze       | 61-86           |
| 79-70           | Senigallia - Livorno              | 64-60           |
| 76-65           | Civitanova - Cento                | 67-86           |
| 66-71           | Rimini - Castelfiorentino         | 78-63           |

| Quarta giornata |                                       |               |
| 20-21 ott. 2012 |                                       | 2-3 feb. 2013 |
| 77-56           | Firenze - Senigallia                  | 60-68         |
| 90-92           | Virtus Siena - Castelfiorentino       | 63-79         |
| 76-59           | Cento - Ancona                        | 74-73         |
| 65-71           | Sup. Montegranaro - Pod. Montegranaro | 75-78         |
| 44-62           | Costone Siena - Empoli                | 61-71         |
| 78-65           | Cecina - Civitanova                   | 76-82         |
| 75-63           | Ravenna - Rimini                      | 75-69         |
| 64-62           | Livorno - Montecatini                 | 67-96         |

| Quinta giornata |                            |                |
| 27-28 ott. 2012 |                            | 9-10 feb. 2013 |
| 84-72           | Empoli - Sup. Montegranaro | 67-64          |
| 63-72           | Virtus Siena - Cecina      | 54-67          |
| 84-73           | Ancona - Senigallia        | 74-79          |
| 64-69           | Montecatini - Ravenna      | 73-79          |
| 78-84           | Castelfiorentino - Firenze | 74-81          |
| 84-72           | Pod. Montegranaro - Cento  | 57-85          |
| 72-68           | Civitanova - Livorno       | 55-71          |
| 62-53           | Rimini - Costone Siena     | 54-67          |

| Sesta giornata |                                   |                 |
| 3-4 nov. 2012  |                                   | 16-17 feb. 2013 |
| 82-61          | Firenze - Montecatini             | 68-78           |
| 74-84          | Cento - Virtus Siena              | 86-74           |
| 86-66          | Sup. Montegranaro - Civitanova    | 72-70           |
| 84-79          | Costone Siena - Pod. Montegranaro | 67-77           |
| 74-69          | Cecina - Castelfiorentino         | 80-86           |
| 100-89         | Senigallia - Empoli               | 62-78           |
| 71-59          | Ravenna - Ancona                  | 73-79           |
| 72-62          | Livorno - Rimini                  | 65-93           |

| Settima giornata |                                 |                 |
| 10-11 nov. 2012  |                                 | 23-24 feb. 2013 |
| 72-57            | Empoli - Ancona                 | 65-49           |
| 70-79            | Virtus Siena - Firenze          | 87-77           |
| 76-73            | Cento - Cecina                  | 64-65           |
| 65-56            | Montecatini - Sup. Montegranaro | 61-74           |
| 62-81            | Castelfiorentino - Ravenna      | 63-74           |
| 81-65            | Pod. Montegranaro - Livorno     | 66-60           |
| 78-57            | Civitanova - Costone Siena      | 63-61           |
| 96-77            | Rimini - Senigallia             | 65-61           |

| Ottava giornata |                             |               |
| 17-18 nov. 2012 |                             | 2-3 mar. 2013 |
| 65-56           | Firenze - Rimini            | 48-64         |
| 73-56           | Empoli - Castelfiorentino   | 82-75         |
| 80-74           | Sup. Montegranaro - Cento   | 95-63         |
| 72-75           | Ancona - Pod. Montegranaro  | 79-73         |
| 54-61           | Costone Siena - Montecatini | 47-72         |
| 65-49           | Senigallia - Civitanova     | 66-56         |
| 81-67           | Ravenna - Virtus Siena      | 73-88         |
| 76-86           | Livorno - Cecina            | 80-79         |

| Nona giornata   |                                  |                |
| 24-25 nov. 2012 |                                  | 9-10 mar. 2013 |
| 56-70           | Firenze - Ravenna                | 60-71          |
| 76-70           | Virtus Siena - Sup. Montegranaro | 78-73          |
| 69-66           | Cento - Livorno                  | 75-80          |
| 87-72           | Montecatini - Senigallia         | 64-72          |
| 62-48           | Cecina - Costone Siena           | 51-67          |
| 76-43           | Castelfiorentino - Ancona        | 93-90          |
| 71-68           | Pod. Montegranaro - Rimini       | 66-58          |
| 72-79           | Civitanova - Empoli              | 52-79          |

| Decima giornata |                               |                 |
| 1º-2 dic. 2012  |                               | 23-24 mar. 2013 |
| 77-71           | Empoli - Pod. Montegranaro    | 70-73           |
| 63-72           | Sup. Montegranaro - Cecina    | 61-88           |
| 99-81           | Ancona - Montecatini          | 68-87           |
| 54-66           | Costone Siena - Virtus Siena  | 64-75           |
| 67-57           | Senigallia - Castelfiorentino | 88-93           |
| 82-73           | Ravenna - Cento               | 65-72           |
| 56-68           | Livorno - Firenze             | 64-88           |
| 72-63           | Rimini - Civitanova           | 82-86           |

| Undicesima giornata |                                  |              |
| 8-9 dic. 2012       |                                  | 28 mar. 2013 |
| 76-86               | Virtus Siena - Livorno           | 84-64        |
| 62-75               | Firenze - Sup. Montegranaro      | 81-62        |
| 71-68               | Cento - Empoli                   | 87-86        |
| 72-63               | Montecatini - Rimini             | 78-88        |
| 61-66               | Cecina - Ravenna                 | 65-70        |
| 80-60               | Castelfiorentino - Costone Siena | 86-60        |
| 91-69               | Pod. Montegranaro - Senigallia   | 41-75        |
| 92-73               | Civitanova - Ancona              | 72-83        |

| Dodicesima giornata |                                |               |
| 15-16 dic. 2012     |                                | 6-7 apr. 2013 |
| 89-68               | Empoli - Cecina                | 77-72         |
| 76-60               | Ancona - Sup. Montegranaro     | 81-73         |
| 62-87               | Costone Siena - Firenze        | 68-93         |
| 95-90               | Castelfiorentino - Montecatini | 84-67         |
| 76-66               | Pod. Montegranaro - Civitanova | 85-89         |
| 66-69               | Senigallia - Virtus Siena      | 78-101        |
| 72-64               | Ravenna - Livorno              | 67-58         |
| 77-69               | Rimini - Cento                 | 64-65         |

| Tredicesima giornata |                                 |                 |
| 22-23 dic. 2012      |                                 | 13-14 apr. 2013 |
| 70-52                | Firenze - Ancona                | 80-76           |
| 66-67                | Virtus Siena - Empoli           | 86-73           |
| 81-68                | Cento - Castelfiorentino        | 76-68           |
| 73-77                | Sup. Montegranaro - Senigallia  | 70-77           |
| 79-73                | Montecatini - Pod. Montegranaro | 85-90           |
| 86-68                | Cecina - Rimini                 | 72-58           |
| 64-91                | Civitanova - Ravenna            | 66-79           |
| 65-57                | Livorno - Costone Siena         | 83-59           |

| Quattordicesima giornata |                                  |                 |
| 29-30 dic. 2012          |                                  | 20-21 apr. 2013 |
| 76-55                    | Empoli - Firenze                 | 61-60           |
| 62-71                    | Ancona - Cecina                  | 60-87           |
| 64-66                    | Costone Siena - Ravenna          | 51-71           |
| 98-81                    | Castelfiorentino - Livorno       | 83-86           |
| 74-67                    | Pod. Montegranaro - Virtus Siena | 90-84           |
| 91-92                    | Senigallia - Cento               | 68-94           |
| 64-89                    | Civitanova - Montecatini         | 70-87           |
| 58-53                    | Rimini - Sup. Montegranaro       | 62-73           |

| Quindicesima giornata |                                      |              |
| 5-6 gen. 2013         |                                      | 28 apr. 2013 |
| 83-61                 | Firenze - Civitanova                 | 67-77        |
| 88-61                 | Virtus Siena - Rimini                | 77-65        |
| 72-55                 | Cento - Costone Siena                | 84-59        |
| 75-65                 | Sup. Montegranaro - Castelfiorentino | 71-101       |
| 79-69                 | Montecatini - Empoli                 | 67-81        |
| 82-71                 | Cecina - Senigallia                  | 67-81        |
| 87-76                 | Ravenna - Pod. Montegranaro          | 70-79        |
| 67-63                 | Livorno - Ancona                     | 81-88        |

### Calendario girone C
| Prima giornata |                         |                 |
| 30 set. 2012   |                         | 12-13 gen. 2013 |
| 68-90          | Monteroni - Scauri      | 62-87           |
| 61-73          | Rieti - Roseto          | 75-82           |
| 65-73          | Bisceglie - Francavilla | 84-80           |
| 86-70          | Corato - Martina Franca | 70-58           |
| 100-80         | Ostuni - Roma           | 88-86           |
| 77-78          | Bernalda - Agropoli     | 58-75           |
| 46-92          | Fondi - Pescara         | 68-93           |
| 69-51          | Trapani - Gaeta         | 74-68           |

| Seconda giornata |                        |              |
| 6-7 ott. 2012    |                        | 20 gen. 2013 |
| 64-61            | Roma - Rieti           | 47-76        |
| 105-52           | Martina Franca - Fondi | 66-56        |
| 88-58            | Roseto - Monteroni     | 61-54        |
| 87-68            | Scauri - Bisceglie     | 93-100       |
| 78-82            | Agropoli - Ostuni      | 66-77        |
| 77-71            | Francavilla - Trapani  | 54-70        |
| 50-64            | Gaeta - Corato         | 62-84        |
| 84-65            | Pescara - Bernalda     | 76-75        |

| Terza giornata  |                        |                 |
| 13-14 ott. 2012 |                        | 26-27 gen. 2013 |
| 49-64           | Monteroni - Corato     | 59-69           |
| 60-71           | Rieti - Martina Franca | 77-56           |
| 67-48           | Bisceglie - Gaeta      | 88-61           |
| 53-61           | Ostuni - Pescara       | 60-94           |
| 93-68           | Agropoli - Roma        | 73-59           |
| 76-77           | Bernalda - Francavilla | 72-78           |
| 55-75           | Fondi - Roseto         | 62-85           |
| 90-79           | Trapani - Scauri       | 72-70           |

| Quarta giornata |                         |               |
| 20-21 ott. 2012 |                         | 2-3 feb. 2013 |
| 60-71           | Monteroni - Bisceglie   | 60-82         |
| 65-68           | Martina Franca - Ostuni | 85-86         |
| 98-63           | Roseto - Agropoli       | 81-65         |
| 98-84           | Scauri - Bernalda       | 82-66         |
| 67-56           | Corato - Trapani        | 68-69         |
| 91-62           | Francavilla - Fondi     | 79-56         |
| 72-78           | Gaeta - Rieti           | 57-93         |
| 75-52           | Pescara - Roma          | 74-79         |

| Quinta giornata |                       |              |
| 27-28 ott. 2012 |                       | 10 feb. 2013 |
| 52-62           | Roma - Martina Franca | 59-66        |
| 88-61           | Ostuni - Francavilla  | 71-89        |
| 72-82           | Rieti - Scauri        | 77-89        |
| 62-76           | Roseto - Gaeta        | 66-78        |
| 60-79           | Bisceglie - Corato    | 82-79        |
| 69-66           | Agropoli - Pescara    | 56-70        |
| 60-89           | Fondi - Bernalda      | 61-90        |
| 80-76           | Trapani - Monteroni   | 72-64        |

| Sesta giornata |                          |                 |
| 4 nov. 2012    |                          | 16-17 feb. 2013 |
| 63-60          | Monteroni - Rieti        | 67-102          |
| 81-73          | Scauri - Roseto          | 60-81           |
| 78-47          | Corato - Roma            | 98-86           |
| 53-44          | Bernalda - Ostuni        | 57-63           |
| 70-62          | Francavilla - Agropoli   | 68-77           |
| 66-57          | Trapani - Bisceglie      | 60-70           |
| 62-59          | Gaeta - Fondi            | 65-67           |
| 88-71          | Pescara - Martina Franca | 65-74           |

| Settima giornata |                              |              |
| 10-11 nov. 2012  |                              | 24 feb. 2013 |
| 75-72            | Roma - Bernalda              | 91-100       |
| 60-67            | Ostuni - Corato              | 79-80        |
| 79-82            | Martina Franca - Francavilla | 65-78        |
| 67-75            | Rieti - Trapani              | 65-91        |
| 57-54            | Roseto - Bisceglie           | 78-67        |
| 78-89            | Agropoli - Gaeta             | 84-69        |
| 61-67            | Fondi - Monteroni            | 52-79        |
| 81-70            | Pescara - Scauri             | 61-68        |

| Ottava giornata |                           |               |
| 18 nov. 2012    |                           | 2-3 mar. 2013 |
| 82-72           | Monteroni - Roma          | 56-65         |
| 68-56           | Bisceglie - Rieti         | 87-78         |
| 93-77           | Scauri - Gaeta            | 72-54         |
| 73-62           | Corato - Roseto           | 73-92         |
| 47-50           | Bernalda - Martina Franca | 71-79         |
| 81-82           | Francavilla - Pescara     | 71-75         |
| 51-85           | Fondi - Ostuni            | 60-79         |
| 78-53           | Trapani - Agropoli        | 73-79         |

| Nona giornata   |                            |              |
| 24-25 nov. 2012 |                            | 10 mar. 2013 |
| 83-90           | Roma - Scauri              | 78-85        |
| 72-56           | Martina Franca - Bisceglie | 74-83        |
| 66-56           | Rieti - Bernalda           | 86-84        |
| 81-65           | Roseto - Trapani           | 51-64        |
| 80-84           | Ostuni - Monteroni         | 80-63        |
| 80-56           | Agropoli - Fondi           | 52-53        |
| 75-72           | Gaeta - Francavilla        | 67-86        |
| 68-74           | Pescara - Corato           | 44-64        |

| Decima giornata |                           |                 |
| 2 dic. 2012     |                           | 23-24 mar. 2013 |
| 75-63           | Monteroni - Gaeta         | 84-79           |
| 68-55           | Martina Franca - Agropoli | 84-77           |
| 70-71           | Bisceglie - Pescara       | 46-63           |
| 86-74           | Scauri - Ostuni           | 77-84           |
| 81-72           | Corato - Rieti            | 69-46           |
| 65-86           | Bernalda - Trapani        | 66-83           |
| 65-86           | Francavilla - Roseto      | 77-89           |
| 62-82           | Fondi - Roma              | 64-93           |

| Undicesima giornata |                         |                        |
| 8-9 dic. 2012       |                         | 28 mar. - 11 apr. 2013 |
| 66-102              | Roma - Francavilla      | 74-80                  |
| 91-70               | Rieti - Fondi           | 89-70                  |
| 94-61               | Roseto - Martina Franca | 76-67                  |
| 82-60               | Bisceglie - Bernalda    | 80-70                  |
| 81-90               | Scauri - Corato         | 72-70                  |
| 73-59               | Agropoli - Monteroni    | 80-65                  |
| 78-72               | Trapani - Ostuni        | 71-85                  |
| 65-59               | Gaeta - Pescara         | 69-94                  |

| Dodicesima giornata |                        |             |
| 15-16 dic. 2012     |                        | 7 apr. 2013 |
| 53-89               | Roma - Roseto          | 54-68       |
| 87-69               | Martina Franca - Gaeta | 80-64       |
| 66-63               | Corato - Agropoli      | 85-71       |
| 69-56               | Ostuni - Rieti         | 79-94       |
| 77-62               | Bernalda - Monteroni   | 69-88       |
| 91-74               | Francavilla - Scauri   | 78-90       |
| 53-74               | Fondi - Bisceglie      | 71-97       |
| 98-88               | Pescara - Trapani      | 66-73       |

| Tredicesima giornata |                          |                 |
| 23 dic. 2012         |                          | 13-14 apr. 2013 |
| 78-73                | Monteroni - Francavilla  | 65-85           |
| 101-65               | Rieti - Agropoli         | 72-95           |
| 78-65                | Roseto - Pescara         | 78-82           |
| 81-85                | Bisceglie - Ostuni       | 72-47           |
| 84-67                | Scauri - Fondi           | 93-80           |
| 69-49                | Corato - Bernalda        | 70-60           |
| 71-61                | Trapani - Martina Franca | 66-65           |
| 89-83                | Gaeta - Roma             | 57-67           |

| Quattordicesima giornata |                         |              |
| 29-30 dic. 2012          |                         | 21 apr. 2013 |
| 81-95                    | Roma - Trapani          | 69-74        |
| 71-68                    | Martina Franca - Scauri | 63-69        |
| 58-68                    | Ostuni - Roseto         | 52-70        |
| 74-68                    | Agropoli - Bisceglie    | 84-81        |
| 63-72                    | Bernalda - Gaeta        | 90-84        |
| 87-73                    | Francavilla - Rieti     | 80-105       |
| 59-66                    | Fondi - Corato          | 70-82        |
| 83-77                    | Pescara - Monteroni     | 71-69        |

| Quindicesima giornata |                            |              |
| 6 gen. 2013           |                            | 28 apr. 2013 |
| 71-74                 | Monteroni - Martina Franca | 60-71        |
| 82-78                 | Rieti - Pescara            | 82-88        |
| 103-58                | Roseto - Bernalda          | 89-68        |
| 80-53                 | Bisceglie - Roma           | 82-60        |
| 72-64                 | Scauri - Agropoli          | 77-66        |
| 86-62                 | Corato - Francavilla       | 89-91        |
| 86-62                 | Trapani - Fondi            | 99-51        |
| 73-72                 | Gaeta - Ostuni             | 65-77        |

## Play-off
- Incontri al meglio delle tre gare: si qualifica la squadra che vince due incontri.
- La squadra con il miglior piazzamento in classifica disputa il primo ed il terzo incontro in casa.
- La squadra che vince i play-off di ciascun girone è promossa in Divisione Nazionale A o LegAdue Silver.

### Girone A

#### Quarti di finale
Date:  4/5 maggio, 8/9 maggio, 11 maggio 2013
| Squadra 1             | Totale | Squadra 2               | Gara 1 | Gara 2 | Gara 3 |
| --------------------- | ------ | ----------------------- | ------ | ------ | ------ |
| Bettinzoli M. Brusati | 2-0    | ViviGas Costa Volpino   | 80-60  | 68-63  |        |
| Zepa Marostica        | 0-2    | Derthona Basket Tortona | 55-59  | 65-81  |        |
| Royal Legnano         | 0-2    | LTC Sangiorgese Bk      | 61-66  | 63-79  |        |
| ABC Varese            | 2-1    | Kopa Engineering Torino | 89-75  | 63-78  | 77-66  |

#### Semifinali
Date:  19 maggio, 22 maggio, 26 maggio 2013
| Squadra 1             | Totale | Squadra 2               | Gara 1 | Gara 2 | Gara 3 |
| --------------------- | ------ | ----------------------- | ------ | ------ | ------ |
| Bettinzoli M. Brusati | 2-0    | Derthona Basket Tortona | 75-72  | 68-62  |        |
| ABC Varese            | 1-2    | LTC Sangiorgese Bk      | 82-88  | 68-64  | 63-71  |

#### Finale
Date:  3 giugno, 6 giugno 2013
| Squadra 1             | Totale | Squadra 2          | Gara 1 | Gara 2 | Gara 3 |
| --------------------- | ------ | ------------------ | ------ | ------ | ------ |
| Bettinzoli M. Brusati | 2-0    | LTC Sangiorgese Bk | 86-79  | 96-59  |        |

### Girone B

#### Quarti di finale
Date:  4/5 maggio, 8/9 maggio, 11/12 maggio 2013
| Squadra 1              | Totale | Squadra 2                           | Gara 1 | Gara 2 | Gara 3 |
| ---------------------- | ------ | ----------------------------------- | ------ | ------ | ------ |
| ACMAR Ravenna          | 2-1    | La Falegnami Castelfiorentino       | 85-71  | 91-97  | 86-69  |
| Tramec Riduttori Cento | 2-1    | Bigioni Shoes Poderosa Montegranaro | 60-51  | 60-71  | 83-75  |
| Computer Gross Empoli  | 1-2    | Consum.it Virtus Siena              | 67-59  | 76-80  | 78-83  |
| Affrico Firenze        | 2-0    | ASD Montecatini Terme               | 73-66  | 91-56  |        |

#### Semifinali
Date:  19 maggio, 23 maggio, 26 maggio 2013
| Squadra 1       | Totale | Squadra 2              | Gara 1 | Gara 2 | Gara 3 |
| --------------- | ------ | ---------------------- | ------ | ------ | ------ |
| ACMAR Ravenna   | 2-1    | Tramec Riduttori Cento | 85-64  | 70-82  | 83-66  |
| Affrico Firenze | 2-0    | Consum.it Virtus Siena | 81-67  | 79-76  |        |

#### Finale
Date:  2 giugno, 6 giugno, 9 giugno 2013
| Squadra 1     | Totale | Squadra 2       | Gara 1 | Gara 2 | Gara 3 |
| ------------- | ------ | --------------- | ------ | ------ | ------ |
| ACMAR Ravenna | 2-1    | Affrico Firenze | 78-80  | 73-70  | 90-55  |

### Girone C

#### Quarti di finale
Date:  5 maggio, 9 maggio, 12 maggio 2013
| Squadra 1                         | Totale | Squadra 2                       | Gara 1 | Gara 2      | Gara 3 |
| --------------------------------- | ------ | ------------------------------- | ------ | ----------- | ------ |
| Madogas Natural Energy BNB Corato | 2-0    | Assi Basket Ostuni              | 74-45  | 89-83 d.t.s |        |
| Autosoft Scauri                   | 2-1    | Pall. Pescara                   | 62-45  | 64-69       | 78-60  |
| Mec Energy Roseto Sharks          | 2-1    | Ambrosia Technologies Bisceglie | 72-62  | 54-80       | 85-82  |
| Lighthouse Trapani                | 2-0    | Fondazione ANT Francavilla      | 79-62  | 76-65       |        |

#### Semifinali
Date:  19 maggio, 22/23 maggio, 26 maggio 2013
| Squadra 1                         | Totale | Squadra 2          | Gara 1 | Gara 2 | Gara 3 |
| --------------------------------- | ------ | ------------------ | ------ | ------ | ------ |
| Madogas Natural Energy BNB Corato | 2-0    | Autosoft Scauri    | 83-67  | 75-67  |        |
| Mec Energy Roseto Sharks          | 2-1    | Lighthouse Trapani | 71-65  | 54-60  | 71-63  |

#### Finale
Date:  2 giugno, 5 giugno 2013
| Squadra 1                         | Totale | Squadra 2                | Gara 1 | Gara 2 | Gara 3 |
| --------------------------------- | ------ | ------------------------ | ------ | ------ | ------ |
| Madogas Natural Energy BNB Corato | 2-0    | Mec Energy Roseto Sharks | 71-64  | 76-73  |        |

## Play-out

### Girone A
Il G.S. Riva sceglie di ripartire dalle serie minori.

### Girone B
La Consum.it Costone Siena retrocede direttamente in Divisione Nazionale C per differenza punti superiore a 4 nei confronti della penultima, il Naturino Civitanova.

### Girone C
Date:  5 maggio, 9 maggio, 12 maggio 2013
| Squadra 1          | Totale | Squadra 2           | Gara 1 | Gara 2      | Gara 3 |
| ------------------ | ------ | ------------------- | ------ | ----------- | ------ |
| BBC Group Bernalda | 2-1    | Oasi di Kufra Fondi | 82-67  | 75-76 d.t.s | 92-66  |

## Verdetti
- Promosse in Divisione Nazionale A: Bettinzoli M. Brusati, ACMAR Ravenna, Madogas Natural Energy BNB Corato
- Retrocesse in Divisione Nazionale C: Consum.it Costone Siena
  - Il G.S. Riva riparte dalle serie minori[1][2]
  - Dopo i play-out: Oasi di Kufra Fondi
- Prima della nuova stagione, Pallacanestro Trapani e Scafati Basket scambiano i rispettivi titoli sportivi. Mec Energy Roseto Sharks ed Affrico Firenze ripescate in DNA Silver 2013-2014. GIT Tosoni Villafranca, Centro Sedia Corno di Rosazzo, Fiorese Bassano, Globo Ancona, Iris Costruzioni Gaeta, Assi Basket Ostuni, Consum.it Virtus Siena ed Autosoft Scauri decidono di non iscriversi al campionato 2013-2014. La Oasi di Kufra Fondi viene ripescata a completamento degli organici.